# Різновиди кавового дерева
Існує близько вісімдесяти видів кавових дерев — від карликових чагарників до 10-метрових велетнів, серед яких виділяють 4 основні види. З них тільки 2 ботанічних види набули широкої популярності: Coffea Arabica (Арабіка), або аравійська кава, і Coffea Canephora (Робуста), або конголезська кава. Інші 2 різновиди кавового дерева: Coffea Liberica (Ліберика), відкрита в Ліберії в 1843 р, і Coffea Dewevrei, найбільш відомим підвидом якої є Ексцельса. Цим двом різновидам властиві якості робусти і цілком прийнятний, хоча і не дуже приємний, смак.

### Арабіка

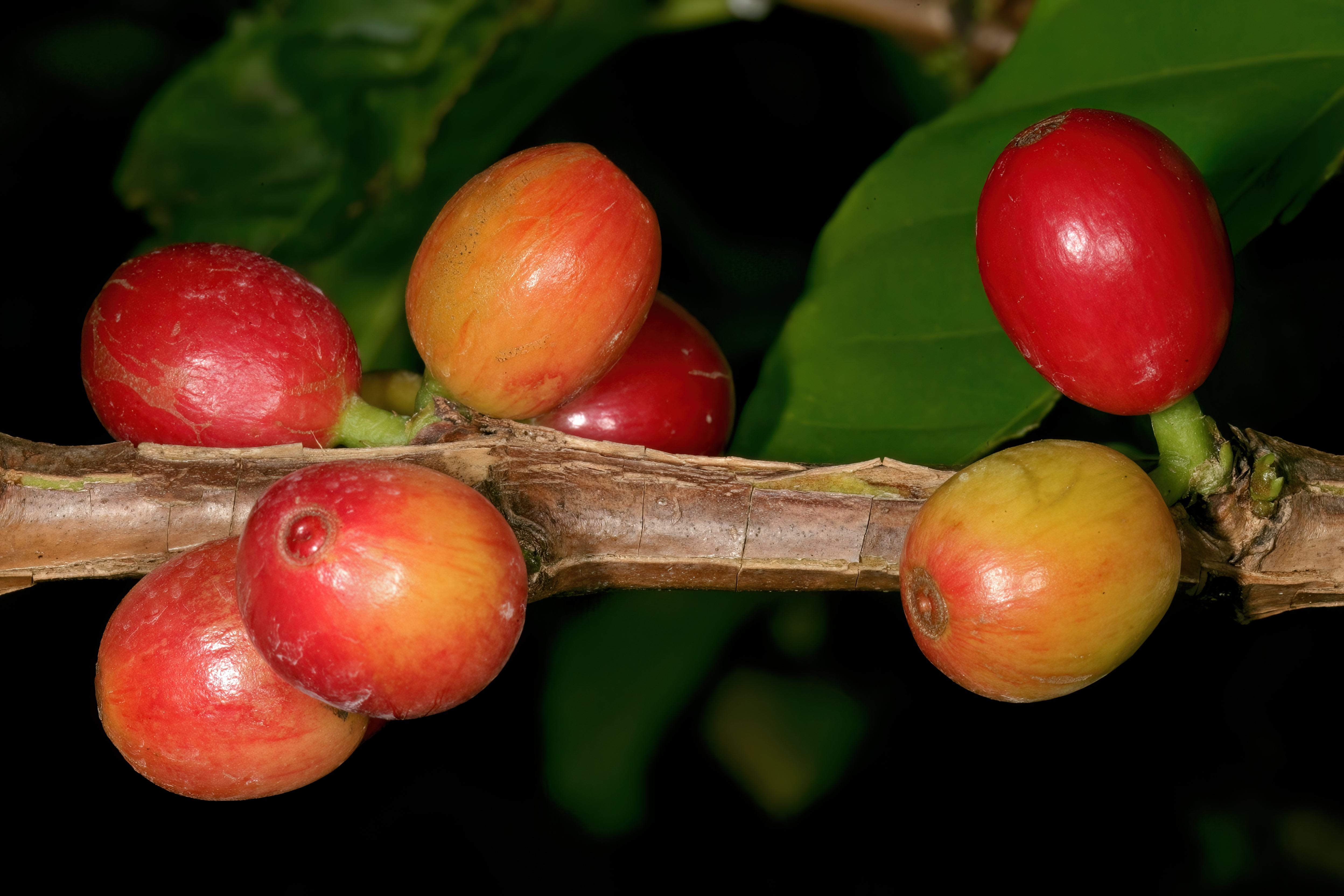
Плоди арабіки, Південна Африка

Представляє 75 % всесвітньої продукції та надає маленькі, плоскі та подовжені плоди мідно-зеленого кольору. З неї ми отримуємо повноцінний напій з інтенсивним ароматом та насиченим смаком. Містить менше кофеїну, ніж будь-які інші комерційно культивовані види кави.
Найвідоміші різновиди: Мока (англ. Moka), Колумбія (англ. Columbia), Коста Ріка (англ. Costarica), Гватемала (англ. Guatemala), Марагоджип (англ. Maragogipe). Сорт кави, виготовленої в Бразилії, має назву «бразильської». Ця країна все ще залишається головним виробником кави. При цьому кава, виготовлена на Півдні та в центрі Америки та на близьких островах (Гаїті, Санто-Домінґо), визнана «м'якою».

### Робуста

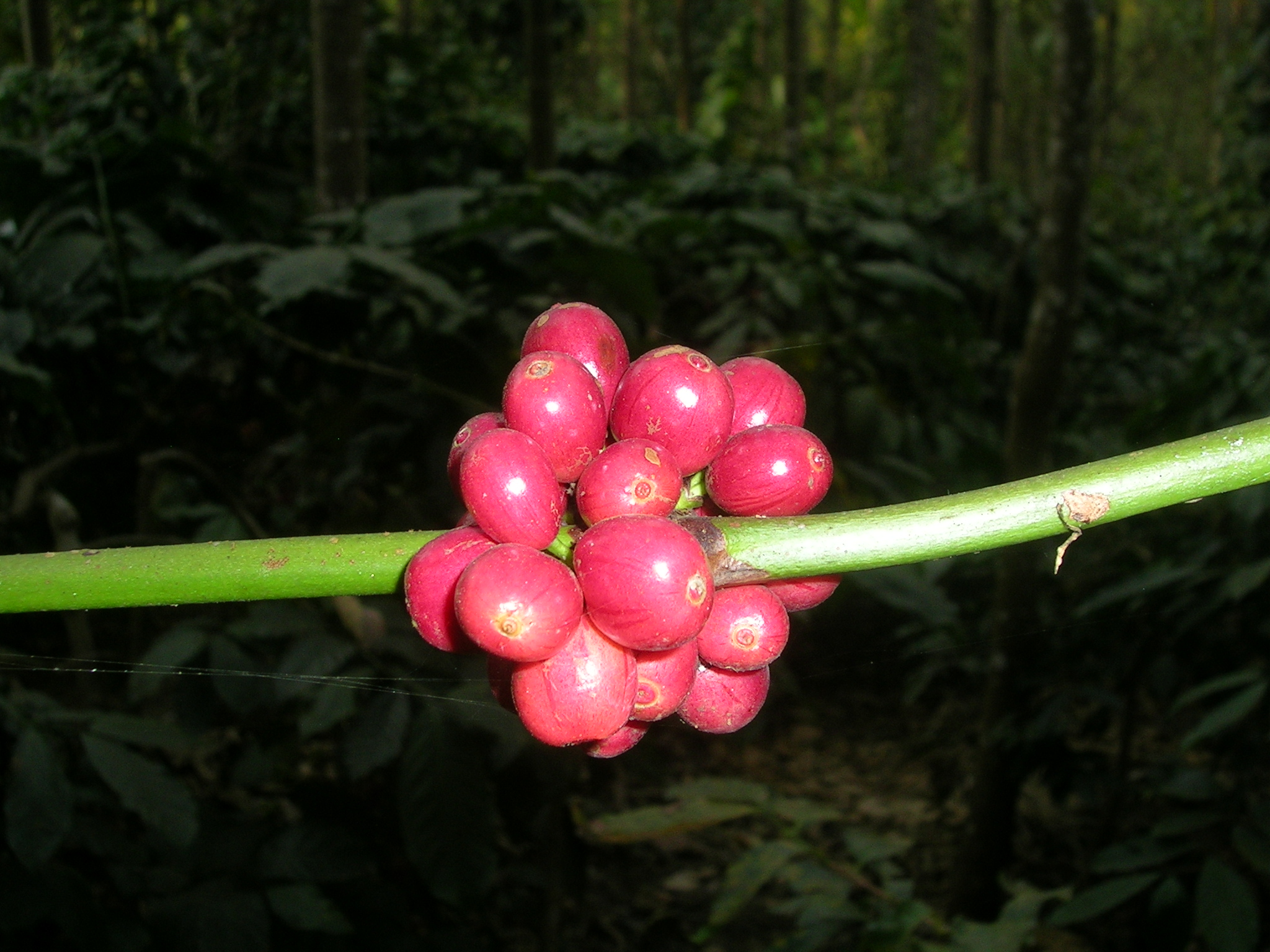
Плоди робусти

Офіційна назва рослини — кавове Дерево Канефора Робуста (Coffea Canephora). Розповсюдження — басейні річки Конго (Конго, Африка). Робуста — другий за популярністю вид кави в світі — характеризується високим вмістом кофеїну в зернах.
Плід — кругла ягода, в дозрілому стані близько 0,8-1,5 см в довжину, темно-червона, дозріває в оптимальних умовах через 10-11 місяців; має міцну зовнішню шкірку (екзокарп), під нею — тонку пульпу (мезокарпія), насіння оточує сіро-зелена товстувата пергаментна оболонка (волокнистий ендокарпій). Насіння парні (по двоє сидять), зеленувато-сірі, овальні з одного боку, плоско-опуклі з глибокою борозенкою на інший.
Плодоношення починається у віці 2,5-3 років, ремонтантне.
Часто входить до складу розчинної кави і сумішей еспресо. У порівнянні з арабікою, вона містить вдвічі більше кофеїну, володіє сильнішим і потужним ароматом, що використовується для надання аромату сумішей, особливо в італійській кавовій культурі.

### Ліберика

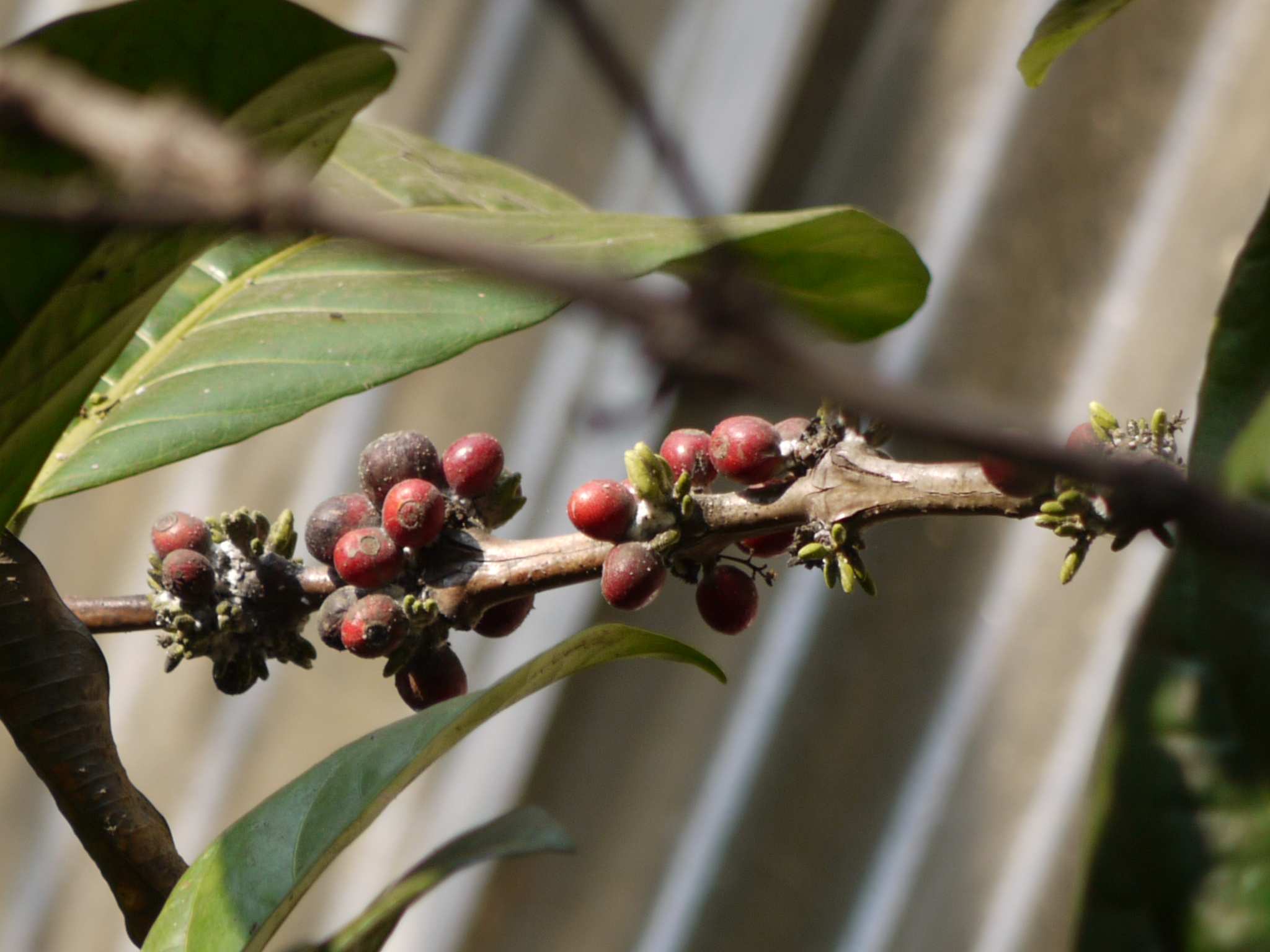
Плоди ліберики

Офіційна назва рослини — кавове Дерево Ліберійське (Coffea Liberica). Рослина походить із Західної Африки. Сьогодні цей вид вирощують майже всі країни африканського континенту, а також Шрі-Ланка, Індонезія, Філіппіни та інші.
Зерна ліберики не такі якісні, як від арабіки чи робусти, тож використовуються здебільшого для приготування різних сумішей та мазей. Смак кави різкий та гіркий, тому її можуть домішувати до інших сортів, але окремий напій не готують.

### Ексцельса

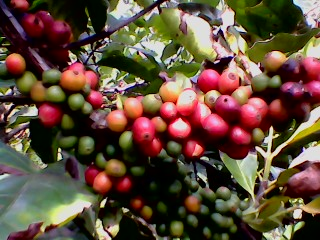
Плоди ексцельси

Офіційна назва рослини — Coffea Dewevie. Ексцельза — це один з чотирьох основних видів кави, найменш поширений, що не має промислового значення і використовується в основному в складі елітних кавових купажів для посилення аромату напою. Виявлена у Конго в 1904 році. Різновид стійкий до хвороб та посухи. У молодого листя спостерігається виразний червоно-фіолетовий колір, який з часом змінюється на зелений. 
Зерна мають стійкий аромат і пахучий приємний смак, і через це її додають як компонент в сорти кави елітної якості для збільшення інтенсивності смакових, а також ароматичних показників. За допомогою ексцельси методом схрещування отримали популярний сорт кави Мокко, а також прищеплюють Типіку та Бурбон. Ексцельса й до цього часу залишається рідкісним видом кави.

### Стенофіла

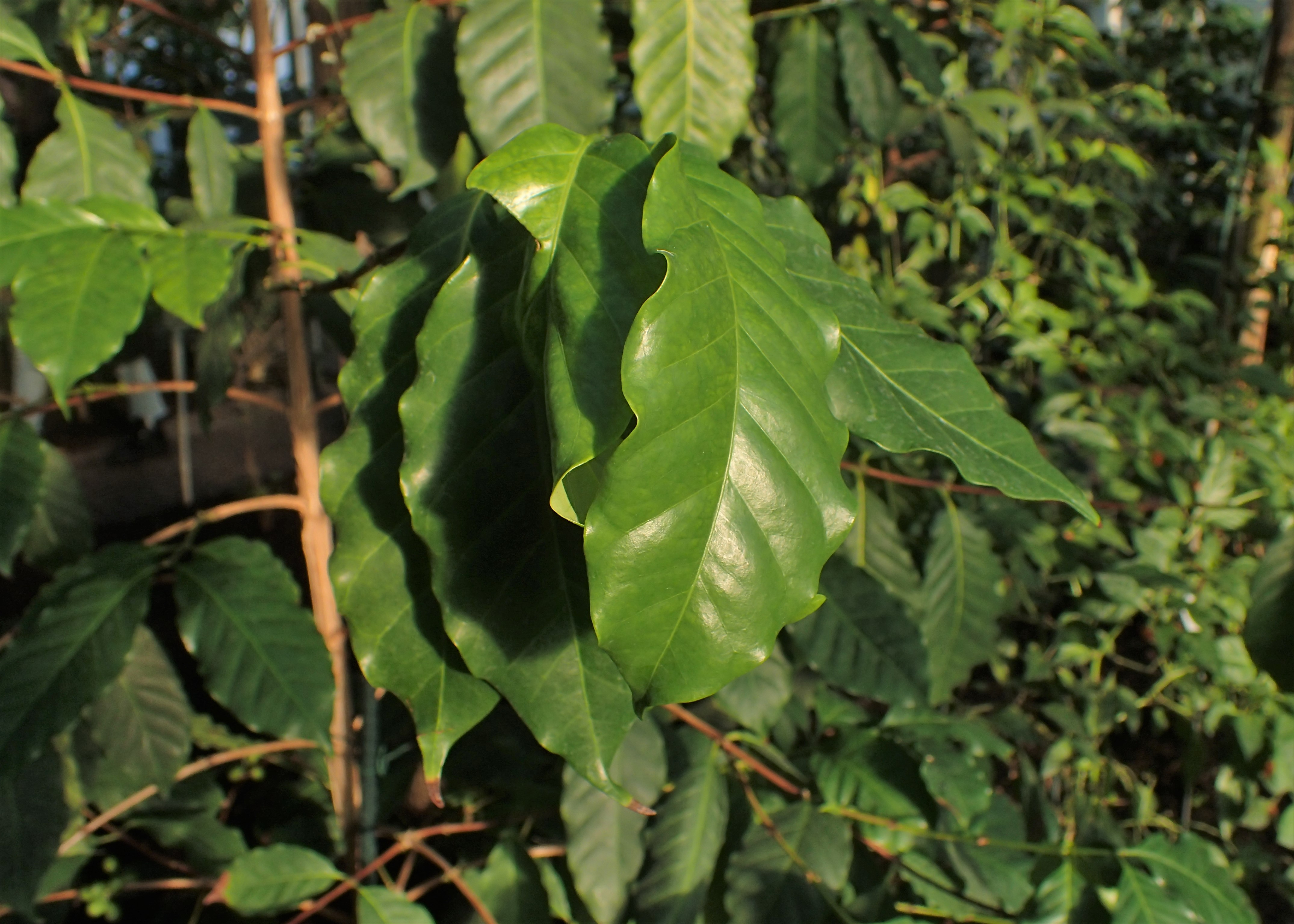
Кавове дерево стенофіла

Офіційна назва рослини — кавове дерево стенофіла (Coffea stenophylla). Відома як кава вузьколиста, високогірна кава або кава Сьєрра-Леоне. Вид кави із Західної Африки. В комерційних цілях не вирощується, оскільки має низьку врожайність. Її дрібні ягоди поступаються двом економічно домінуючим видам кави арабіці і робусті. Смак стенофіли порівнюють із високоякісною арабікою, у тому числі за її натуральну солодкість, виражений фруктовий аромат і багатогранну кислотність. Стійка до зміни клімату (добре витримує спеку) та кавової іржі, здатна рости на значно нижчих висотах, ніж інші види кавових дерев.

### Шар'єріана

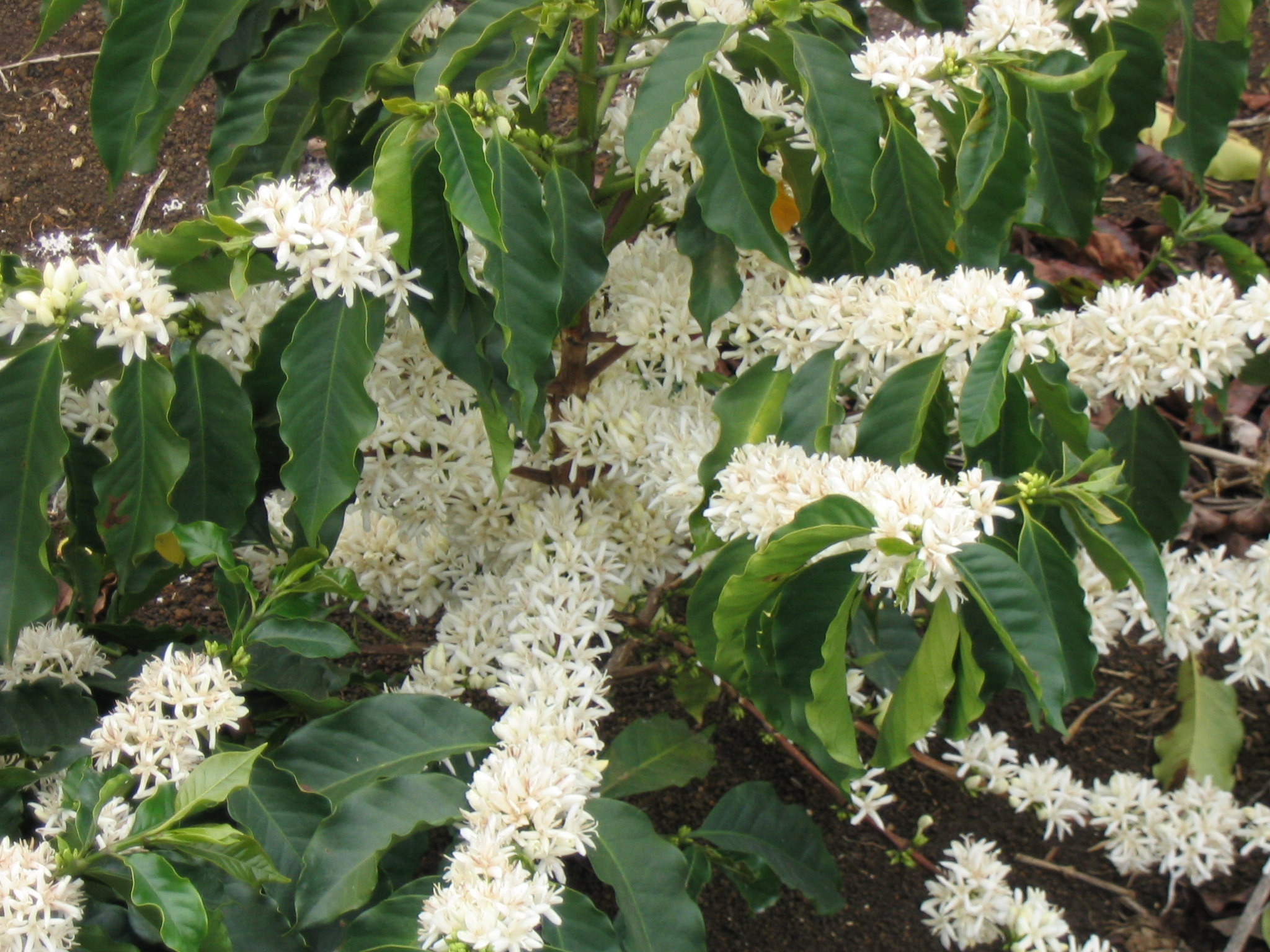
Кавове дерево камерунське (шар'єріана)

Кава камерунська, також відома як шар'єріана (лат. Coffea charrieriana). Походження — західний Камерун, ендемік лісового заповідника Бакоссі. Єдина кавова рослина без кофеїну, яка відома в центральній Африці. Вид рідко використовується для отримання кавових зерен. Зерна містять найнижчий рівень сахарози.

### Бенгальська

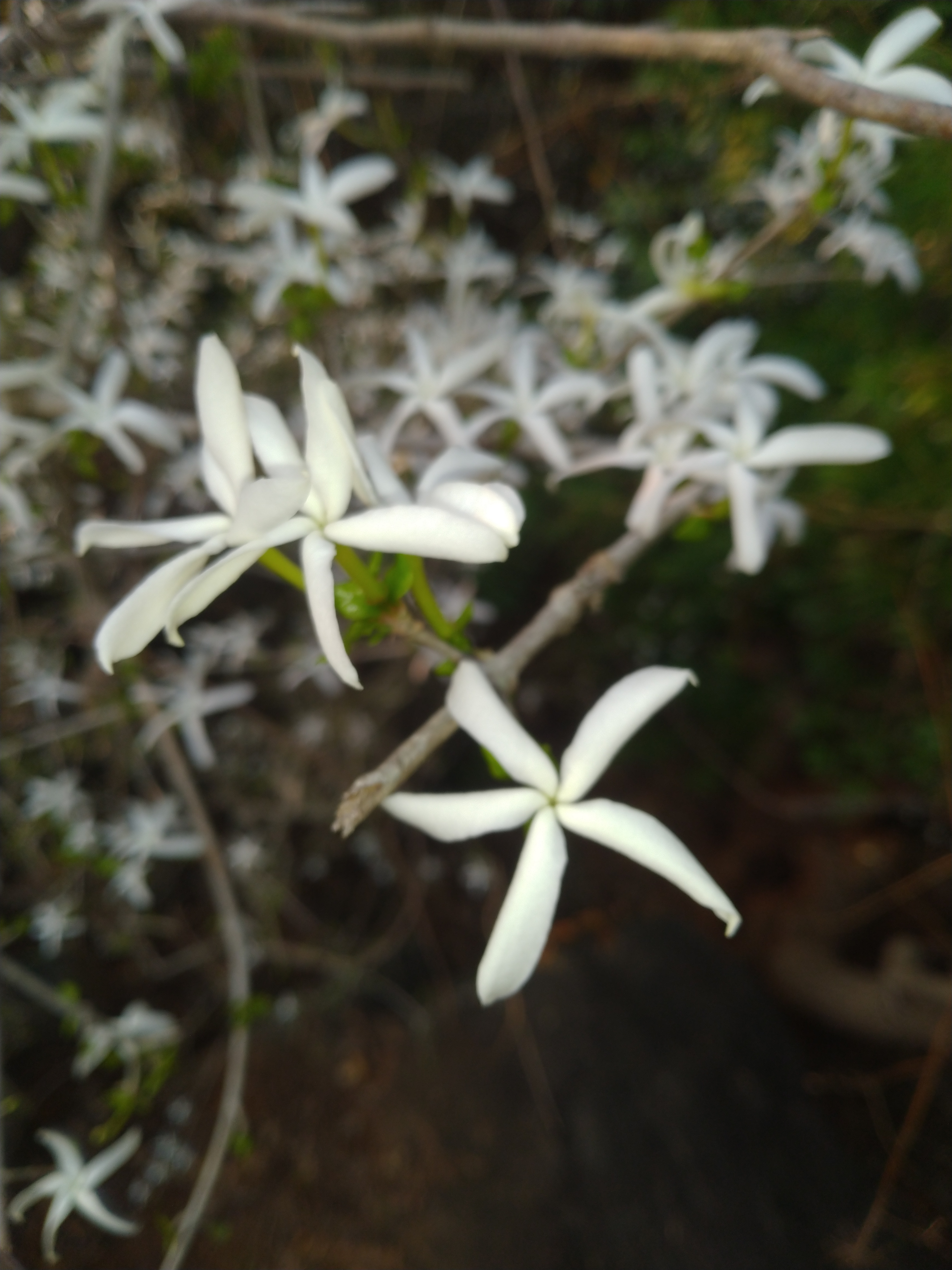
Кавове дерево бенгальське

Кава бенгальська, бенгальське кавове дерево (лат. Coffea benghalensis) — малодосліджений вид кави, поширений  в таких районах, як ліси Західної Бенгалії та Мегхалаї, а в деяких районах, таких як басейн річки Ґандакі в Непалі, він є основним компонентом чагарникової флори. Вирощується в основному як декоративна рослина. Близько 70% видів роду знаходяться під загрозою зникнення через погіршення стану навколишнього середовища.